# We Were Promised Jetpacks
We Were Promised Jetpacks — інді-роковий гурт із Единбурґа. Дебютний альбом вийшов 15 червня 2009 року.

## Учасники
- Адам Томпсон (Adam Thompson) — вокал, гітара
- Майкл Памер (Michael Palmer) — гітара
- Шон Сміт (Sean Smith) — бас-гітара
- Деррен Лекі (Darren Lackie) — ударні

## Дискографія
Студійні альбоми
- These Four Walls (червень 2009)
- In the Pit of the Stomach (жовтень 2011)

Міні-альбоми
- The Last Place You'll Look (березень 2010)

Синґли
- «Quiet Little Voices» (травень 2009)
- «Roll Up Your Sleeves» (червень 2009)
- «It's Thunder and It's Lightning»/«Ships With Holes Will Sink» (листопад 2009)
- «Medicine» / «Building Buildings» (серпень 2011)